# Fletcheria sinclairi
Fletcheria sinclairi är en ringmaskart som beskrevs av Okulitch 1937. Fletcheria sinclairi ingår i släktet Fletcheria, klassen havsborstmaskar, fylumet ringmaskar och riket djur. Inga underarter finns listade i Catalogue of Life.